# Naxos (město)
Naxos (řecky Νάξος) nebo také Chora (řecky Χώρα) je řecké přístavní město, správní středisko stejnojmenného řeckého ostrova Naxos v Egejském moři v souostroví Kyklady. Nachází se na severozápadním pobřeží ostrova. Je částí stejnojmenné komunity a obecní jednotky v obci Naxos a Malé Kyklady.

## Obyvatelstvo
Komunita Naxos se skládá z vlastního města Naxos a jedné vesnice a kláštera. V závorkách je uveden počet obyvatel.
- Komunita Naxos se skládá z vlastního města Naxos (7070), vesnice Angidia (299) a kláštera Moni Chrysostomou (5).